# David Packard
David Packard (Pueblo, Colorado; 7 de septiembre de 1912-Stanford, California; 26 de marzo de 1996) fue un ingeniero y empresario estadounidense. Cofundador junto a Bill Hewlett, de la compañía de electrónica Hewlett-Packard.

## Vida
Nació en Pueblo, Colorado, y recibió su título en la Universidad de Stanford en 1934. Después, trabajó para la Empresa General Electric en Schenectady, Nueva York.
En 1938, volvió a Stanford, donde recibió el máster en ingeniería eléctrica al año siguiente. Ese mismo año, se casó con Lucile Salter, con quien tendría cuatro hijos: David, Nancy, Susan, y Julia. Lucile murió en 1987.
En 1939, junto a Bill Hewlett comenzaron su compañía en el garaje de Packard con una inversión de capital inicial de 538 dólares estadounidenses. La compañía, donde Packard demostró ser un administrador experto y Hewlett proporcionó muchas innovaciones técnicas, se convirtió en el productor más grande del mundo de pruebas electrónicas y dispositivos de medida. También se hizo un productor principal de calculadoras, computadores e impresoras láser y de inyección.
Packard fue presidente de Hewlett-Packard desde 1947 hasta 1964, Director Ejecutivo desde 1964 hasta 1968, Presidente del Comité Ejecutivo a partir de 1964 y hasta 1968, y desde 1972 hasta 1993.
Al llegar a la presidencia en 1969 Richard Nixon, éste le designó subsecretario de defensa bajo Melvin Laird. Packard estuvo hasta 1971, cuando renunció y volvió a Hewlett-Packard al año siguiente, como presidente del Comité Ejecutivo. En las décadas de los 70 y 80 Packard fue un consejero prominente de la Casa Blanca en temas de Defensa.

### Obra benéfica
Desde principios de los años 1980 y hasta su muerte, Packard dedicó la mayor parte de su tiempo y dinero a proyectos filantrópicos. Incitado por sus hijas Nancy y Julia, en 1978 Dave y Lucille Packard crearon la Fundación Acuario de Bahía Monterey. La pareja donó 55 millones de dólares para construir el nuevo acuario, que abrió en 1984 con Julia Packard como directora ejecutiva. En 1987, Packard donó 13 millones de dólares para crear el Instituto de investigación Acuario de Bahía Monterey, y la Fundación Packard desde entonces ha proporcionado aproximadamente el 90% del presupuesto de operaciones de dicho instituto. Por sus esfuerzos filantrópicos, le concedieron el Premio Sylvanus Thayer de la Academia Militar de los Estados Unidos en 1982.
En 1964, la pareja fundó la Fundación David y Lucile Packard. En 1986, donaron 40 millones de dólares para el edificio que hizo Lucile, el Hospital infantil en la Universidad de Stanford inaugurado en junio de 1991.
Al morir, su testamento dio aproximadamente 3,7 mil millones de dólares a la Fundación Packard, incluyendo grandes cantidades de bienes raíces de gran valor en Los Altos Hills (California). Las tres hijas de Packard son presidentas del comité ejecutivo de la Fundación Packard de Fideicomisarios.